# Kanga (brano musicale)
Kanga (stilizzato come KANGA) è un brano musicale del rapper statunitense 6ix9ine, pubblicato come nona traccia dall'album in studio di debutto, Dummy Boy.
Il brano, prodotto da Murda Beatz, vede la partecipazione del rapper Kanye West.

## Successo commerciale
Il brano debutta in settima posizione nella Bubbling Hot 100, e ci rimane per due settimane.
Nella Bubbling Under Hot 100 R&B and Hip Hop arrivò al 1º posto.

## Tracce
1. Kanga (feat. Kanye West) – 2:12

## Classifiche
| Classifica (2018)                         | Posizione massima |
| ----------------------------------------- | ----------------- |
| Canada                                    | 76                |
| Slovacchia                                | 76                |
| Stati Uniti Under Hot 100                 | 7                 |
| Stati Uniti R&B and Hip Hop Under Hot 100 | 1                 |